# Can Pelegrí (Ullastret)
Can Pelegrí és una obra del municipi d'Ullastret (Baix Empordà) inclosa en l'Inventari del Patrimoni Arquitectònic de Catalunya.

## Descripció
Edifici civil. Casalot de dimensions reduïdes, de dues plantes; teulat de doble pendent sobre els murs laterals. El seu pla és trapezial, particularitat que li ve donada per la seva situació a la bifurcació del carrer major amb l'inici del carrer dels Bous, de manera que la façana de la vasa és una mena de xamfrà. Aquesta façana o xamfrà dona, doncs, al petit eixamplament viari que es crea a l'esmentada bifurcació. Hi ha una gran porta arquitravada i, al pis, una finestra rectangular, amb dues amb gran llindes monolítiques, muntants de grossos carreus i, la finestra, ampit sobresortint, tot de pedra calcària ben tallada i allisada. A la llinda de la porta hi veiem, incisa, una petita creu i la llegenda: 1769/SEBASTIA LLOSANA. A la finestra s'hi repeteix : 1769. L'aparell dels murs és de rebles només desbastats, lligats amb morter.